# Muhammad Zawawi Azman
Muhammad Zawawi Azman, né le 8 mars 1994, est un coureur cycliste malaisien.

## Biographie
En 2016, Muhammad Zawawi Azman s'impose sur une étape du Jelajah Malaysia, sous les couleurs de la formation NSC-Mycron,.
En 2017, il est recruté par la nouvelle équipe continentale Sapura. Bon grimpeur, il remporte la première étape ainsi que le classement général du Tour de Selangor. L'année suivante, il termine deuxième du Tour de Lombok, tout en ayant remporté une étape et le classement de la montagne. 

## Palmarès
- 2015
  -  Champion de Malaisie sur route espoirs
- 2016
  - 4e étape du Jelajah Malaysia
  - 3e du championnat de Malaisie du contre-la-montre espoirs
- 2017
  - Tour de Selangor :
    - Classement général
    - 1re étape

  - 3e étape de la Badung Cup
- 2018
  - 2e étape du Tour de Lombok
  - 2e du Tour de Lombok
- 2019
  - 9e étape du Tour de Singkarak
  - 2e du championnat de Malaisie du contre-la-montre
- 2022
  - 5e étape du Tour Gateh D'Tranung

## Classements mondiaux
| Année                                 | 2015 | 2016  | 2017  | 2018  | 2019  | 2020  | 2021 | 2022  | 2023 | 2024  |
| ------------------------------------- | ---- | ----- | ----- | ----- | ----- | ----- | ---- | ----- | ---- | ----- |
| Classement mondial                    |      | 2129e | 1053e | 1181e | 1616e | 1326e | nc   | 1749e | nc   | 1177e |
| UCI Asia Tour                         | 255e | 411e  | 149e  | 170e  | 131e  | 81e   | nc   | 160e  | nc   | 79e   |
|                                       |      |       |       |       |       |       |      |       |      |       |
| Légende : nc = non classéSource : UCI |      |       |       |       |       |       |      |       |      |       |